# Hans Bols (Karnevalist)
Hans Bols (* 2. September 1937 in Krefeld; † 13. August 2005 ebenda) war ein deutscher Büttenredner im Kölner Karneval, bekannt als Et Botterblömche.

## Leben
Der Krefelder Friseurmeister Hans Bols war über 30 Jahre einer der wesentlichen Entertainer und Büttenredner im rheinischen Karneval. Mit seiner Figur „Et Botterblömche“ wurde er auch außerhalb des Rheinlands populär. Sein Markenzeichen war eine bunte Stoffblume, mit der er während des Auftritts wedelte.
Seine ersten karnevalistischen Schritte machte er bei der Grün-Weiß Grönland 1957 Krefeld. Als Mitglied blieb er dieser Karnevalsgesellschaft bis zu seinem Tode treu. Sein Erfolg und somit sein Einstieg in den Kölner Karneval begann mit einem Büttenreden-Wettbewerb beim WDR, den er gewann.
Nach einer Betriebsprüfung 1998 und einem sechs Jahre dauernden Rechtsstreit setzte Hans Bols durch, dass er steuerrechtlich als Künstler einzuordnen war: Der Vortragskünstler gilt als Künstler im Rechtssinne und muss keine Gewerbesteuer zahlen.
Trotz schwerer gesundheitlicher Probleme seit 2001 stand Bols immer wieder auf der Bühne. Sein Motto: „Die Bütt gibt mir Kraft.“ Er starb 2005 im Alter von 67 Jahren an den Folgen eines Herzinfarktes.

## Sprüche
- An der Stelle, wo andere einen Reißverschluss haben, hat Bill Clinton eine Drehtür! (Hans Bols über die Lewinsky-Affäre)
- US-Präsident Bill Clinton – nach der neuesten Meinungsumfrage stehen siebzig Prozent der Bevölkerung hinter ihm – dreißig Prozent knien vor ihm! (Hans Bols über die Lewinsky-Affäre)
- Bei allem Ärger in dieser Welt – eins weiß ich jetzt schon: Deutschland wird nächstes Jahr Fußball-Weltmeister. Unsere Schiedsrichter machen das schon. (Hans Bols am 30. Januar 2005 im Kölner Karneval)
- Als meine Frau sagte, zu meinem Geburtstag wolle sie mir meinen allergrößten Wunsch erfüllen, sagte ich: Ich werde dich sehr vermissen! (Kölle Alaaf, RTL)
- Im Leben wird dir manches Gute und manches Böse beschert, doch das Botterblömche meint, das Leben ist trotzdem lebenswert!